# Дятьковский хрустальный завод
«Дя́тьковский хруста́льный завод» — градообразующее предприятие города Дятьково Брянской области. Полное название — Общество с ограниченной ответственностью «Дятьковский Хрустальный завод плюс».

## История и деятельность

### Российская империя
Был основан в 1790 году дворянкой Марией Мальцовой. Купив дятьковские земли, она строит хрустальную фабрику и несколько стекольных предприятий. Завод стал выпускать высокохудожественный хрусталь с виртуозно тонкой алмазной гранью и изделия с нацветом.
В 1798 году предприятие перешло сыну Ивану Мальцову, при котором в России создается целая промышленная империя: открываются заводы в Орловской, Смоленской, Калужской областях. В 1849 году управление этой империей переходит к сыну С. И. Мальцову. Он впервые за историю российской промышленности сооружает на дятьковском заводе газогенераторные печи, начинает выпускать стекло под названием «медный рубин», варит урановое стекло.
В конце своей жизни С. И. Мальцов решил варить в Дятьково цветные стекла. С этой целью он пригласил сюда чеха Вацлава Риккля (он приехал в 1896 году).
С заводом сотрудничала художница Елизавета Бём. Известен набор для вина конца XIX века её разработки, изготовленный Дятьковским заводом. 
Основным способом декорирования продукция является ручной труд. Мастера используют алмазное гранение, гутную технику, гравировку.

### Советское время
За годы советской власти бренд «Хрусталь из Дятьково» стал известен по всей России и за рубежом.
Дятьковский хрустальный завод — обладатель международной премии «Золотой Меркурий», Международной «Золотой Звезды», «Алмазной Звезды», нескольких Международных Европейских наград за качество. Постоянное участие в отечественных и международных выставках и ярмарках приносило неизменный успех, признание, многочисленные награды.
На Дятьковском хрустальном заводе выполнялись знаменитые призы — «Хрустальная боксерская перчатка» и «Хрустальный конек» — приз газеты «Московские новости» по фигурному катанию, «Хрустальный пеликан» (награда для лучших учителей России), «Богиня медицины» (награда для врачей РФ).
Люстры из дятьковского хрусталя украшают Дворец правительства на Кубе в Гаване и Музей Ковра в Баку, Третьяковскую галерею и зал заседаний «Президент-отель» в Москве.

### Российская Федерация
К распаду СССР на заводе были заняты 5 тыс. человек. В постсоветское время поддерживать предприятие в прежнем состоянии не удалось. Компания оказалась в кризисе. Неоднократно проходили судебные споры о признании «Дятьковского хрусталя» банкротом.
В итоге предприятие было признано банкротом, и теперь на базе ОАО «Дятьковский хрусталь» (проспект Доброславина, на въезде в г. Дятьково) открыто новое предприятие — ООО «Дятьковский Хрустальный завод плюс». Предприятие также, как и раньше, изготавливает посуду из высококачественного хрусталя ручной работы, заказные изделия, необычные сувениры на любой вкус. В 2002 году продукция предприятия вошла в список «100 лучших товаров России». Однако численность мастеров по сравнению с советскими временами сократилась более, чем в 10 раз. В 2017 году производством дятьковского хрусталя заняты лишь 200 человек. 
В 2019 завод запустил новый цех, в котором производят посуду для напитков, светильники, вазы, чаши и заказные эксклюзивные изделия. Благодаря заёмам и инвестициям компания смогла приобрести новое оборудование: три различных печи, станки для огранки, формы для изделий. Объём выпуска изделий из хрусталя возрос с 39 миллионов до 64 миллионов рублей, производительность труда в 2019 году увеличилась на 5%.

## Музей хрусталя
Музей основан в 1835 году как заводская образцовая. Вновь открыт в 31 июля 1976 года. В музее хрусталя представлено более 13 тысяч экспонатов, размещенных на экспозиционной площади около 3 тысяч квадратных метров. Экспозиция отражает направления работы предприятия, приемы и методы выработки и обработки изделий из цветного стекла и хрусталя, используемую технологию, мастерство Дятьковских хрустальщиков, передаваемое из поколения в поколение. За годы своего существования музей посетили более одного миллиона человек, среди них 20 % — иностранные делегации. Силами музея проведено более 120 выставок. На текущий момент он является крупнейшим не только в России, но и превосходит по богатству уникального собрания многие музеи мира. С 2002 года Музей Хрусталя — член союза музеев России.

## Интересные факты о заводе и продукции[9]
- В XIX веке на заводе был изготовлен кувшин, выполнявший роль холодильника для напитков: он имел отверстие для закладывания льда в его нижнюю часть.
- В 1901 году Л.Н. Толстой получил в подарок от рабочих завода глыбу, изготовленную из зелёного стекла, где была выгравирована монограмма писателя и дарственная надпись.
- В 1919 делегация от завода вручила Ленину хрустальную книгу Конституция РСФСР и другие изделия из хрусталя, на которых были выполнены портреты самого Ленина, а также Маркса, Энгельса и Либкнехта.
- В 1966 году Юрий Гагарин посетил завод и ему подарили хрустальный ключ, символизирующий ключ от города.